# Çorakkadirler, Mengen
Çorakkadirler là một xã thuộc huyện Mengen, tỉnh Bolu, Thổ Nhĩ Kỳ. Dân số thời điểm năm 2010 là 94 người.